# Team New Zealand

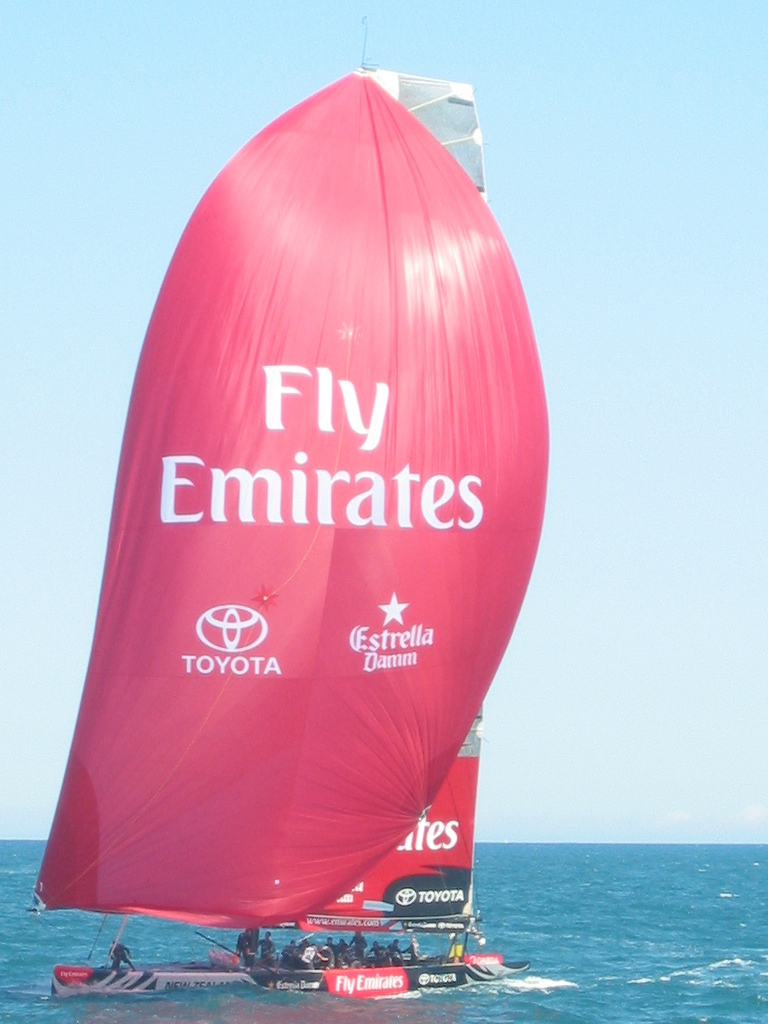
El Team New Zealand en la Copa América 2007.

Team New Zealand (TNZ) es el nombre de un equipo de vela del Real Escuadrón de Yates de Nueva Zelanda, con base en Auckland (Nueva Zelanda).
Su principal patrocinador es Emirates, aunque ha tenido patrocinadores puntuales como la empresa española CAMPER en la edición 2011-12 de la Volvo Ocean Race, además de Nespresso y Omega.
Participa en las competiciones internacionales del más alto nivel, como la Copa América, la Volvo Ocean Race y el Circuito Audi MedCup.

## Historia
Se hizo muy popular después de sus victorias consecutivas en las ediciones de Copa América de 1995 y 2000. Con este logro, Nueva Zelanda se convirtió en el primer país del mundo, tras los Estados Unidos, en ganar y retener la Copa América (Australia ganó la copa en 1983 pero falló en su intento de retenerla en 1987).
En 2007 venció en la Copa Louis Vuitton con el Team New Zealand, perdiendo en la Copa América ante el yate defensor, el Alinghi. Repitió en la edición de 2013, pero volvió a perder en el enfrentamiento con el defensor, esta vez el Oracle Team USA. Posteriormente, en la Copa América de 2017 consiguió alzarse con el triunfo y recuperar el trofeo para su país 14 años después de haberlo perdido, defendiéndolo con éxito en 2021, por lo que es su actual defensor.
El éxito del TNZ en las regatas de la Copa América ha contribuido a dar a Nueva Zelanda un envidiable prestigio como cuna de navegantes y diseñadores de barcos de categoría mundial.

## Copa América

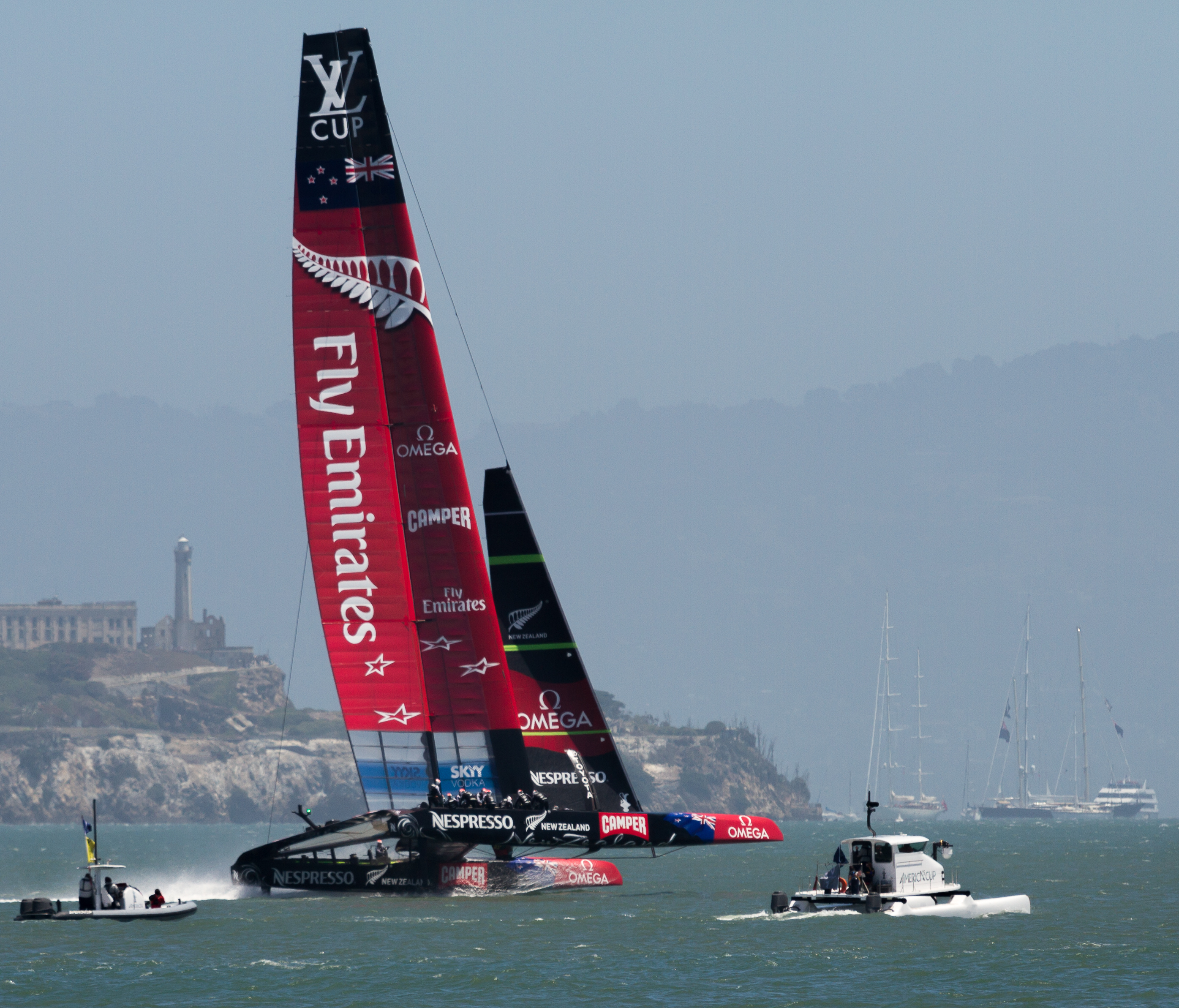
El Team New Zealand en la Copa América 2013.

### 1995
Tras varios intentos por parte de sindicatos neozelandeses, organizados por el banquero Michael Fay, en las ediciones de 1987, 1988 y 1992, el Real Escuadrón de Yates de Nueva Zelanda presenta el equipo Team New Zealand en la edición de 1995 dirigido por Peter Blake y con Russell Coutts al timón. Sus yates, Black Magic y Black Magic II de la Clase Internacional Copa América, vencieron finalmente a los de Dennis Conner por 5-0.

### 2000
En la defensa del trofeo de 2000, nuevamente con Peter Blake como director del equipo, con Russell Coutts de patrón, y con Tom Schnackenberg de diseñador, el yate del Team New Zealand número de vela NZL 60 ganó la Copa por un contundente 5-0 frente al desafiante Luna Rossa del Club de Yates Punta Ala italiano. El equipo contó con un presupuesto de 40 millones de dólares para la ocasión

### 2003
Planteada de nuevo la defensa del trofeo en 2003 en Auckland por parte del Real Escuadrón de Yates de Nueva Zelanda, el equipo contó con nuevo director, Ross Blackman, y nuevo patrón, Dean Barker. Los yates utilizados fueron el NZL 57, el NZL 60, el NZL 81, y el NZL 82. Con un presupuesto de 75 millones de dólares y 85 personas en el equipo, entre tripulación y personal de tierra, se perdió ante el yate SUI 64 del equipo Alinghi, representante del club suizo Sociedad Náutica de Ginebra, que había contratado a los antiguos miembros del equipo neozelandés Coutts y Butterworth.

### 2007
En su intento por reconquistar la Copa en 2007, el Team New Zealand presentó en Valencia su equipo, dirigido esta vez por Grant Dalton y con Dean Barker de patrón. Utilizaron los yates NZL 81, NZL 82, NZL 84 y NZL 92. Aunque lograron vencer brillantemente en la Copa Louis Vuitton, cayeron en la Copa América de nuevo ante los suizos del Alinghi, defensores del trofeo.

### 2013
Ganó la Copa Louis Vuitton el 25 de agosto de 2013, pero perdió la Copa América por 9-8 ante el Oracle Challenge, equipo del club defensor, Club de Yates Golden Gate, en una épica serie de regatas que iba ganando por 8-1. Contó con dos catamaranes de la clase AC72 denominados New Zealand y Team New Zealand Aotearoa. El equipo estuvo dirigido por Grant Dalton y tuvo a Dean Barker como patrón y a Ray Davies como táctico.

### 2017
El equipo recuperó la Copa de 2017 con el yate "Aotearoa", de la clase AC50, y una tripulación de 6 regatistas formada por Peter Burling (timonel), Glenn Ashby (táctico) y 4 tripulantes más en cada regata entre los que se encontraban Blair Tuke, Andy Maloney, Josh Junior, Simon van Velthooven y Joe Sullivan. Ganó las Challenger Selection Series, llevándose las Copas Louis Vuitton y Herbert Pell, por lo que compitió en el America’s Cup Match por sexta vez en las últimas siete ediciones, y en el que ganó por tercera vez en su historia.

### 2021
En 2021 defendió con éxito la Copa ante el Luna Rossa del Círculo de Vela Sicilia por 7 regatas a 3 con Peter Burling al mando. Utilizó los yates "Te Aihe" (delfín en Idioma maorí) y Te Kāhu para entrenamientos y el Te Rehutai en las regatas de la Copa.

### 2024
En 2024 defendió con éxito la Copa ante el INEOS Britannia del Real Escuadrón de Yates con su yate Taihoro y Peter Burling de patrón.

## Volvo Ocean Race

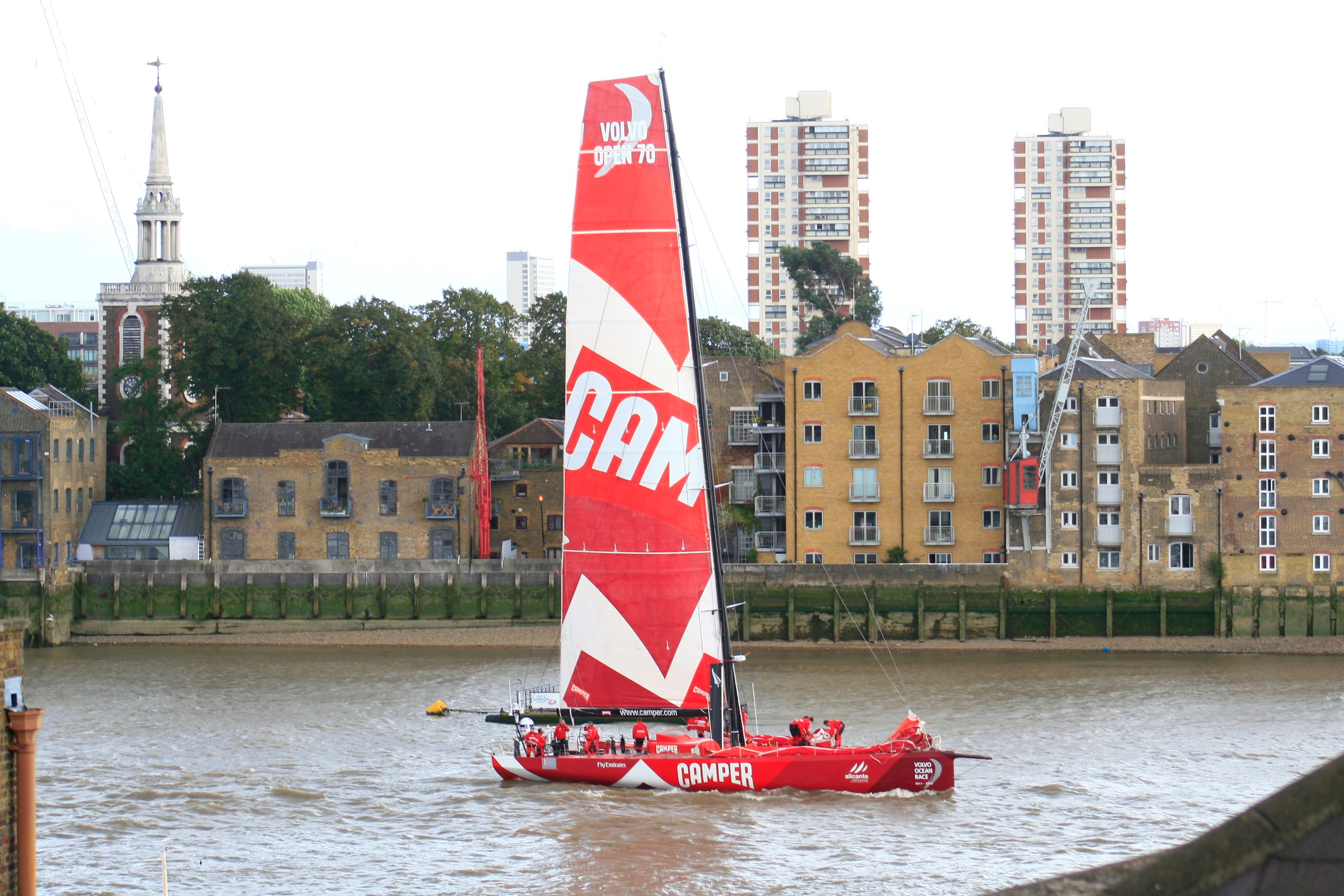
Team New Zealand en la Volvo Ocean Race 2011–12.

En la Volvo Ocean Race 2011–12 compitió, con el copatrocinio de la empresa española CAMPER, con un Volvo Open 70 diseñado por Marcelino Botin y construido en los astilleros Cookson Boats de Nueva Zelanda, clasificándose en segunda posición.

## Circuito Audi MedCup
Ha ganado el Circuito Audi MedCup en la clase Transpac 52 los años 2009 y 2010. 